# Medalha de Ouro Leonhard Euler
A Medalha de Ouro Leonhard Euler (em russo:  Золотая медаль имени Леонарда Эйлера) é uma medalha nomeda em memória do matemático suíço, alemão e russo Leonhard Euler, concedida pela Отделением математических наук (Seção de Ciências Matemáticas da Academia de Ciências da Rússia) por resultados de destaque em matemática e física. A medalha foi concedida em 1957 a dois cientistas e desde 1991 é concedida a cada cinco anos.

## Laureados
- 1957 — Igor Kurchatov[2] e Felix Frankl por resultados de destaque em matemática e física
- 1991 — Aleksandr Danilovich Aleksandrov por contribuições fundamentais para o desenvolvimento da matemática
- 1997 — Yury Osipov  por resultados de destaque em matemática e física
- 2002 — Ludvig Faddeev por resultados de destaque em matemática e física
- 2007 — Valery Vasilevich Kozlov por uma série de artigos sobre sistemas hamiltonianos não lineares de equações diferenciais
- 2012 — Sergei Novikov por sua contribuição à aplicação de métodos topológicos em física quântica
- 2017 — Igor Shafarevich por contribuições notáveis à teoria dos números e geometria algébrica